# The Idea of You
Ideea ta (în engleză The Idea of You) este un film de comedie romantică american din 2024, regizat de Michael Snowalter⁠(d).

## Rezumat
Solène Marchand este proprietara unei galerii de artă divorțată și locuiește în Los Angeles. Când se apropie împlinirea vârstei de 40 de ani, Solène plănuiește să meargă singură cu cortul, în timp ce fostul ei soț, Daniel, o duce pe fiica lor adolescentă, Izzy, și pe prietenii ei la Coachella. Când Daniel este chemat la muncă în ultimul moment, Solène acceptă cu reticență să renunțe la camping și să-i însoțească pe adolescenți la festival.
Daniel aranjase ca adolescenții să aibă parte de o întâlnire la festival cu trupa britanică August Moon⁠(d). În timp ce așteaptă în zona VIP, Solène intră în ceea ce ea crede că este o baie, doar pentru a descoperi că este rulota lui Hayes Campbell, membru al trupei August Moon. Cei doi flirtează, deși Solène, care este cu șaisprezece ani mai în vârstă decât Hayes, nu se simte confortabil cu atracția lor. Mai târziu, în timpul spectacolului trupei August Moon, Hayes aparent schimbă setlistul⁠(d) spectacolului, dedicându-i o melodie.
La petrecerea aniversară a lui Solène, aceasta este dezamăgită de potențialii bărbați de vârsta ei. La scurt timp după festival, Hayes apare neanunțat la galeria lui Solène, aparent interesat să cumpere opere de artă. După ce cumpără fiecare piesă din galerie, Solène îl duce în atelierul de depozitare al unui prieten, unde discută despre viață și artă.
La masa de prânz de la Solène, aceasta își dezvăluie nesiguranța ca urmare a aventurii fostului ei soț, iar Hayes își dezvăluie dorința de a fi luat în serios ca muzician. Ei se sărută, dar Solène îl respinge.
Hayes își lasă ceasul în urmă, apoi, găsind numărul de telefon al Solenei pe factura de la galerie, îi trimite un mesaj prin care îi cere să i se alăture în New York City. Cu Izzy în tabăra de vară, Solène zboară la New York și se întâlnește cu Hayes la hotelul său, unde fac sex. Hayes o convinge să călătorească cu el în turneul european al lui August Moon. Solène dorește să păstreze relația lor privată, așa că nu îi spune lui Izzy sau altcuiva.
Pe măsură ce turneul european al trupei August Moon continuă, Solène continuă să-l susțină pe Hayes, iar cei doi continuă să aibă relații intime în hotelurile în care stau. Când trupa își petrece vacanța în sudul Franței, Solène se simte incomodă din cauza vârstei sale în raport cu celelalte femei care călătoresc cu ei. Ceilalți membri ai trupei îi spun că faptul că Hayes i-a dedicat un cântec a fost o tactică pe care o folosesc pentru a impresiona femeile și că Hayes a avut anterior relații cu femei mai în vârstă.
Solène, simțindu-se înșelată și deziluzionată de relație, se întoarce brusc la Los Angeles. Daniel, care a auzit despre relația lui Solène, o întreabă despre aceasta, dar ea neagă că ea și Hayes ar fi fost împreună.
La scurt timp după aceea, fotografii paparazzi ale relației apar pe internet, ceea ce o face pe Solène să atragă o atenție nedorită. Când merge să o ia pe Izzy din tabără, fiica ei este furioasă că a fost mințită, dar își iartă mama. Solène merge la un studio de înregistrări unde lucrează Hayes, iar cei doi își reaprind relația, începând să se întâlnească în public. Ea și familia ei își șterg conturile de pe rețelele de socializare.
Daniel își exprimă îngrijorarea față de Solène cu privire la impactul relației lor asupra lui Izzy, care, ca urmare, se confruntă cu dificultăți la școală. În urma unei călătorii la New York, Hayes se întoarce și Solène pune capăt relației încă o dată. Cu toate acestea, Hayes o vizitează din nou acasă, sugerându-i că ar trebui să se gândească la reluarea relației lor peste cinci ani, după ce Izzy își va termina studiile. În timpul acestei întâlniri, Hayes își lasă din nou ceasul cu Solène.
Cinci ani mai târziu, în timp ce Izzy locuiește în Chicago, Solène îl vede pe Hayes în cadrul emisiunii Graham Norton Show, unde acesta menționează că intenționează să viziteze Los Angeles. Solène se întoarce la galerie, unde se reîntâlnesc cu bucurie și lacrimi în ochi.

## Distribuție
- Anne Hathaway - Solène Marchand
- Nicholas Galitzine - Hayes Campbell
- Ella Rubin - Izzy
- Annie Mumolo - Tracy
- Reid Scott - Daniel
- Perry Mattfeld - Eva
- Jordan Aaron Hall - Zeke
- Mathilda Gianopoulos - Georgia
- Meg Millidge - Claire
- Cheech Manohar - Jeremy
- Raymond Cham Jr. - Oliver
- Jaiden Anthony - Adrian
- Viktor White - Simon
- Dakota Adan - Rory
- Roxy Rivera - Jodie
- Graham Norton - el însuși
- Brent Bailey - Todd
- Nina Bloomgarden - Amber
- Grace Junot - Nancy

## Recepție
În decembrie 2023, Amazon Prime Video, care a achiziționat drepturile de distribuție ale filmului, a lansat o fotografie exclusivă din film în lista sa de programe originale din 2024. Trailerul oficial al filmului a fost lansat pe 6 martie 2024, și a adunat peste 125 de milioane de vizualizări pe platformele de social media, devenind cel mai vizionat trailer pentru un film original lansat pe o platformă de streaming. Acesta a fost lansat ca film original Prime Video pe 2 mai 2024.
Pe site-ul agregator de recenzii Rotten Tomatoes, 81% din cele 175 de recenzii ale criticilor sunt pozitive, cu un rating mediu de 6,5/10. Consensul site-ului spune: "The Idea of You oferă o reamintire binevenită a faptului că Anne Hathaway rămâne un rol principal de comedie romantică absolut încântător - și reafirmă faptul că puțini regizori înțeleg genul mai bine decât Michael Showalter." Metacritic, care utilizează o medie ponderată, a atribuit filmului un scor de 67 din 100, bazat pe 37 de critici, indicând recenzii "în general favorabile".